# Ecsenius lubbocki
Ecsenius lubbocki är en fiskart som beskrevs av Springer, 1988. Ecsenius lubbocki ingår i släktet Ecsenius och familjen Blenniidae. Inga underarter finns listade i Catalogue of Life.